# Honda CR-V
Honda CR-V je osobní automobil typu SUV vyráběný japonskou automobilkou Honda. Vyrábí se od roku 1996 v Swindonu ve Velké Británii, v japonské Sayamě a od roku 2007 také v East Liberty, ležícím v Ohiu (USA). Má stálý pohon předních kol s možností zapnout pohon všech kol. V roce 2023 šlo s 846 tis. prodaných kusů o třetí nejprodávanější automobil na světě.

## První generace
Vyráběla se do roku 2001. Typickým prvkem výbavy se stal piknikový stolek na dně úložného prostoru a otevírání pátých dveří nikoliv nahoru ale do strany (zleva doprava). V roce 1999 prošla faceliftem.

### Motory
- 2,0 94 kW při 5500 ot./min a 182 Nm při 4200 ot./min
- 2,0 108 kW při 6300 ot./min a 182 Nm při 4200 ot./min

### Rozměry
- Rozvor - 2620 mm
- Délka - 4510 mm
- Výška - 1750 mm
- Šířka - 1675 mm
- Váha - 1460 kg
- Objem nádrže - 58 litrů
- Zavazadlový prostor - 374 litrů

## Druhá generace
Vyráběla se v letech 2002 až 2006. Design byl pozměněn v duchu sedmé generace Hondy Civic. Dvakrát získala titul Nejlepší malé SUV časopisu Car and Driver magazine's v letech 2002 a 2003. V roce 2005 prošla faceliftem, při kterém dostala šestnáctipalcová kola.

### Motory
- 2,0 i-VTEC 110 kW
- 2,4
- 2,2 i-CDTI

### Rozměry
- Rozvor - 2630 mm
- Délka - 4575 mm
- Výška - 1710 mm
- Šířka - 1780 mm

## Třetí generace
Vyrábí se od roku 2007. Design prošel velkou změnou. Zadní kolo se z pátých dveří posunulo pod podlahu zavazadlového prostoru a páté dveře jsou otevírány klasicky nahoru, nikoliv do boku jak tomu bylo u předchozích generací.

### Motory
Třetí generace CR-V je poháněna nejnovější verzí standardního Honda K-sériového 2,4 benzínového čtyřválce, tento motor také najdete v aktuální generaci Honda Accord a Honda Element . V severoamerického trhu, je tento výkon 166 hp (124 kW) při 5800 otáčkách za minutu a 161 lb · ft (218 N · m) při 4200 otáčkách za minutu. Dieselový motor je pak 2,2 i-CTDI a je nabízen převážně na evropských a asijských trzích. Evropský trh pro CR-V nabízí nový R20A 2,0 benzínový motor, založený na Hondě R-série i-VTEC SOHC, stejný motor je používán v Honda Civic , na rozdíl od předchozí generace CR-V, který nabídne motor K20A.
| Model           | Kód motoru      | Počet válců     | Počet ventilů   | Ventilový rozvod | Vrtání × zdvih [mm] | Zdvihový objem [cm3] | Kompresní poměr | Příprava směsi  | Přeplňování     | KAT             | Max. výkon [kW při ot./min] | Max. točivý moment [Nm při ot./min] |
| Zážehové motory | Zážehové motory | Zážehové motory | Zážehové motory | Zážehové motory  | Zážehové motory     | Zážehové motory      | Zážehové motory | Zážehové motory | Zážehové motory | Zážehové motory | Zážehové motory             | Zážehové motory                     |
| --------------- | --------------- | --------------- | --------------- | ---------------- | ------------------- | -------------------- | --------------- | --------------- | --------------- | --------------- | --------------------------- | ----------------------------------- |
| 2,0 i-VTEC      | R20A            | R4              | 16V             | SOHC             | 81,0 × 96,9         | 1997                 | 10,5:1          | PGM-FI          | ne              | ano             | 110 (150) při 6200          | 192 při 4200                        |
| 2,4 i-VTEC      | K24Z            | R4              | 16V             | DOHC             | 87,0 × 99,0         | 2354                 | 9,7:1           | PGM-FI          | ne              | ano             | 124 (169) při 6200          | 220 při 4200                        |
| Vznětové motory |                 |                 |                 |                  |                     |                      |                 |                 |                 |                 |                             |                                     |
| 2,2 i-CTDI      | N22A            | R4              | 16V             | DOHC             | 85,0 × 97,1         | 2204                 | 16,7:1          | DI–CR           | VGT, IC         | ano             | 103 (140) při 4000          | 340 při 2000                        |
| 2,2 i-DTEC      | N22B            | R4              | 16V             | DOHC             | 85,0 × 96,9         | 2199                 | 16,3:1          | DI–CR           | VGT, IC         | ano             | 110 (150) při 4000          | 350 při 2000–2750                   |

### Rozměry
- Rozvor - 2630 mm
- Délka - 4525 mm
- Výška - 1675 mm
- Šířka - 1820 mm